# Hemicircus concretus
El pito colicorto (Hemicircus concretus) es una especie de ave piciforme de la familia Picidae que vive en el sudeste asiático.

## Distribución y hábitat
Se encuentra en las selvas de la península malaya, Sumatra, Borneo, Java, Bangka e islas adyacentes, distribuido por Brunéi, Indonesia, Malasia, Singapur y el sur de Birmania y Tailandia.